# Sächsische Staatskapelle Dresden

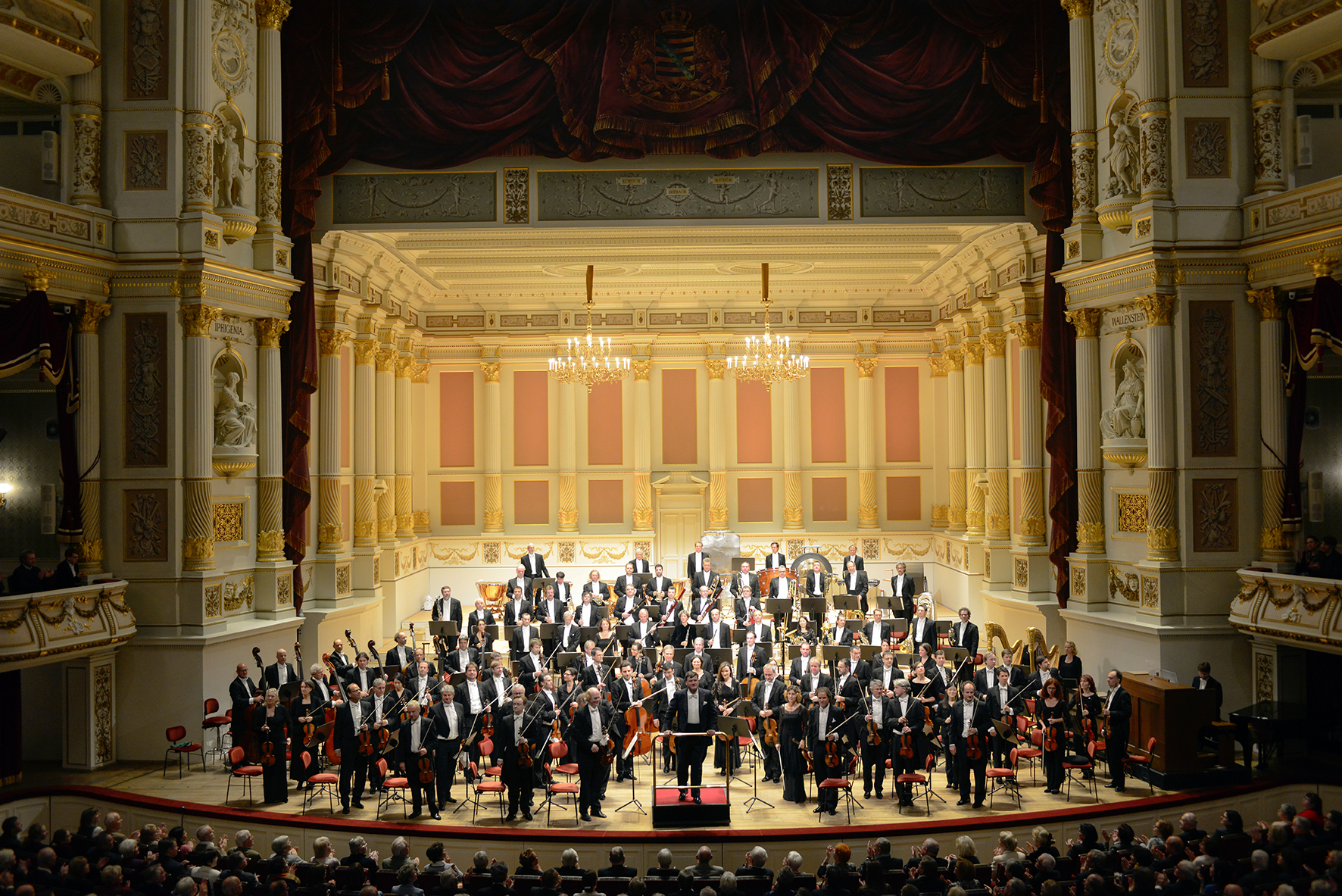
Die Sächsische Staatskapelle Dresden mit ihrem damaligen Chefdirigenten Christian Thielemann, Semperoper 2018 Matthias Creutziger

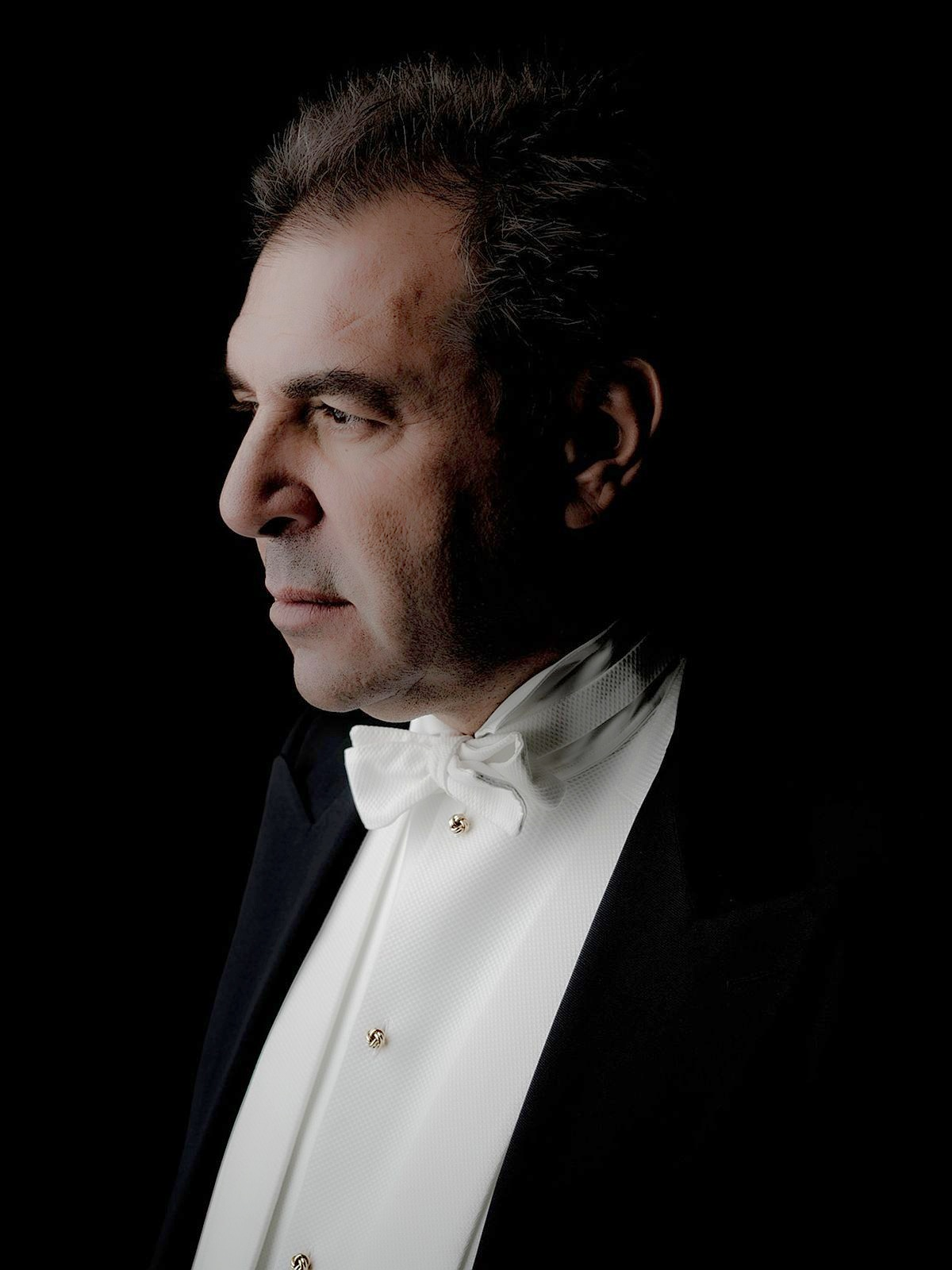
Daniele Gatti (2017), Chefdirigent seit 2024

Die Sächsische Staatskapelle Dresden (offizieller Name seit 1992) zählt zu den führenden und traditionsreichsten Orchestern der Welt.
Herausragende Kapellmeister und international geschätzte Instrumentalisten haben die einstige Hof- und heutige Sächsische Staatskapelle seit ihrer Gründung geprägt. Sie wurde am 22. September 1548 im Auftrag des Kurfürsten Moritz von Sachsen von Johann Walter gegründet und gehört seit mehr als viereinhalb Jahrhunderten hinweg zu den stets führenden Klangkörpern der verschiedenen Epochen. Gegenwärtig verfügt sie über 150 Planstellen. Die ständige Wirkungsstätte der Sächsischen Staatskapelle Dresden ist die Sächsische Staatsoper (Semperoper) in Dresden, in der sie pro Spielzeit etwa 250 Opern- und Ballett- sowie rund 50 sinfonische und kammermusikalischen Konzerte spielt. Ihre Adventskonzerte in der Dresdner Frauenkirche und Silvesterkonzerte in der Semperoper werden jährlich vom ZDF übertragen.
Seit 2008 ist die Sächsische Staatskapelle Dresden das Patenorchester des Meetingpoint Music Messiaen in der deutsch-polnischen Doppelstadt Görlitz-Zgorzelec, seit 2010 Mitträger der mit ihr gemeinsam ins Leben gerufenen Schostakowitsch Tage Gohrisch (Sächsische Schweiz), die als einziges Festival weltweit alljährlich dem Schaffen des russischen Komponisten gewidmet sind. Von 2013 bis 2022 war die Staatskapelle das Orchester der Osterfestspiele Salzburg.
Konzerttourneen führen die Sächsische Staatskapelle alljährlich zu international renommierten Musikfestivals und in die wesentlichen Konzertsäle.
Ihre umfangreiche Diskografie reicht bis in das Jahr 1923 zurück. Heute werden zahlreiche Opern- und Konzertaufführungen der Sächsischen Staatskapelle live gesendet und für DVD aufgezeichnet. Als bislang einziges Orchester empfing die Sächsische Staatskapelle 2007 in Brüssel den Preis der Europäischen Kulturstiftung für die Bewahrung des musikalischen Weltkulturerbes.

## Geschichte

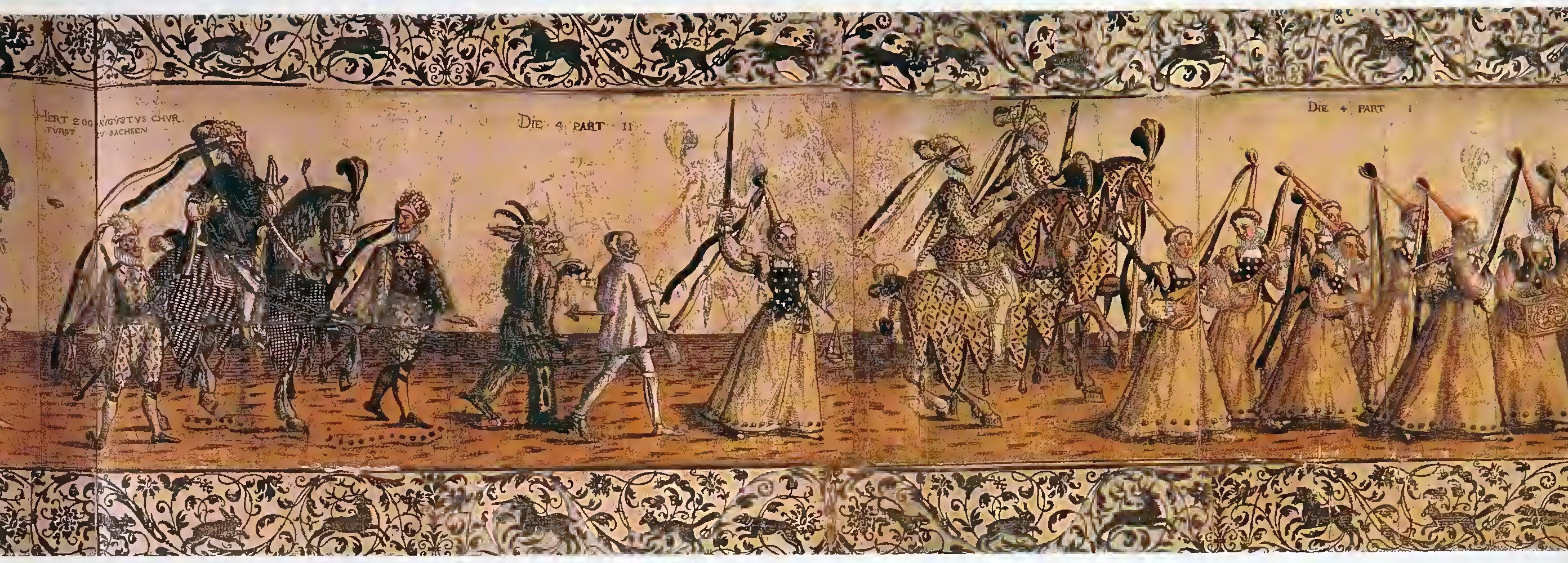
Mitglieder der Sächsischen Hofkapelle, verkleidet als Frauen, bei der Hochzeit von Christian von Sachsen 1582

Die Hofkapelle war eines der bedeutendsten Musikensemble ihrer Zeit. Sie erreichte im 17. Jahrhundert unter Heinrich Schütz ihre erste Blüte, aber am Ende des Dreißigjährigen Krieges auch einen Tiefstand.
Die Kurfürstlich-Sächsische und Königlich-Polnische Kapelle bestand zwischen 1697 und 1756 unter der Herrschaft von Friedrich August I. und seinem Sohn Friedrich August II. Die damalige Bezeichnung des Ensembles hatte ihren Grund darin, dass beide Herrscher (mit kleineren Unterbrechungen) nicht nur Kurfürsten von Sachsen waren, sondern auch als Könige über Polen herrschten.
Am sächsischen Hof zu Dresden stand die Hofmusik vor allem unter den Kurfürsten Johann Georg II. (1656–1680) und Johann Georg III. (1680–1691) schon in hoher Blüte. Doch im Zeichen des Hochbarock erlebte sie einen weiteren Aufschwung. 1697, im Jahr der Königskrönung von Friedrich August, war das Deputat der Hofmusik zwar im Vergleich mit 1691 von über 15000 Talern auf nur mehr knapp 7600 Taler zusammengestrichen worden, steigerte sich dann aber über fast 17000 Taler bis 1719 sogar auf 26400 Taler. Darin enthalten ist allerdings auch der Etat für die nach Friedrich Augusts Konversion notwendig gewordene katholische Hofkirchenmusik. Kapellmeister war Johann Christoph Schmidt, der anfänglich immerhin schon über 31 Musiker (Kapellknaben mitgerechnet) verfügen konnte.
Als Glücksfall erwies sich die 1709 erfolgte Verpflichtung des Violinisten Jean-Baptiste Volumier zum Konzertmeister, dem das stolze Jahresgehalt von 1200 Talern zugesprochen wurde. 1712 wurde der junge aufstrebende Violinist Johann Georg Pisendel eingestellt, 1715 der damals bereits hochberühmte Pantalonist Hebenstreit, 1716 als zweiter Kapellmeister Johann David Heinichen, 1717 als dritter Antonio Lotti. Dazu kamen u. a. dessen Frau, die Sopranistin Santa Stella, der Kastrat Francesco Bernardi, genannt „Senesino“ (für ein Gehalt von 70000 Talern) und der italienische Violinvirtuose Francesco Maria Veracini. Während der längeren Krankheit Heinichens bis zu seinem Tod im Jahr 1729 vertrat ihn der Komponist Jan Dismas Zelenka in seiner Funktion als Kapellmeister der Kurfürstlich-Sächsischen und Königlich-Polnischen Kapelle.
1716/1717 wurde Pisendel nach Italien geschickt, um sich über den neuesten Stand der Violinkunst zu informieren. Dort lernte er vor allem Antonio Vivaldi kennen, dessen Musik er sehr bewunderte. Am Hof zu Dresden betrachtete man sich damit allmählich für die anstehenden Vermählungsfeierlichkeiten des Thronfolgers mit der österreichischen Erzherzogin Maria Josepha gerüstet.

Die Königlich-sächsische musikalische Kapelle um 1903

Nach 1763 nun wieder kurfürstlich-sächsische Kapelle wurde aus dieser ab 1807 die Königlich-sächsische musikalische Kapelle und nach 1918 die Sächsische Staatskapelle. In der DDR-Zeit wurde sie „Staatskapelle Dresden“ oder auch „Dresdner Staatskapelle“ genannt und erhielt erst nach der Wende ihren heutigen Namen.
Die öffentliche Konzerttätigkeit des Orchesters begann gegen Ende des 18. Jahrhunderts; Abonnementskonzerte wurden 1858 eingeführt.
Die Sächsische Staatskapelle ist seit dem ersten Drittel des 17. Jahrhunderts Opernorchester – bis 1945 und nach der Wiedereröffnung 1985 spielt sie in der Semperoper.

## Gegenwart
Von 1992 bis zu seinem plötzlichen Tod am 20. April 2001 stand Giuseppe Sinopoli an der Spitze des Orchesters. Anschließend übernahm 2002 Bernard Haitink interimsmäßig die Position des Chefdirigenten, verließ jedoch im Jahr 2004 vorzeitig das Orchester. Sein letztes Konzert als Chefdirigent gab er im November 2004 im Rahmen einer Tournee in Wien. Im September 2007 übernahm Fabio Luisi, damals Chefdirigent der Wiener Symphoniker, die Position des Generalmusikdirektors. Von der Spielzeit 2012/2013  bis zur Spielzeit 2023/2024 war Christian Thielemann als Chefdirigent tätig. Am 20. Juni 2022 wählten die Mitglieder des Orchesters Daniele Gatti für vorerst sechs Jahre zum zukünftigen Chefdirigenten. Dieser trat sein Amt am 1. August 2024 an.
Pro Saison gibt die Sächsische Staatskapelle heute 12 bis 15 Sinfonie- und Sonderkonzerte und spielt bei sämtlichen Opernproduktionen, also nahezu täglich. Zu den Sonderkonzerten zählen Konzerte in der Frauenkirche sowie spezielle Aufführungsabende. Außerdem gibt es Matineen und Jugendprojekte.
Am 26. April 2007 erhielt die Sächsische Staatskapelle Dresden im Palais des Beaux-Arts/Paleis voor Schone Kunsten in Brüssel den erstmals von der Europäischen Kulturstiftung ehrenhalber verliehenen „Preis für die Bewahrung des musikalischen Weltkulturerbes“.
Für eine Aufnahme von Anton Bruckners 9. Sinfonie wurde die Staatskapelle Dresden unter der Leitung von Fabio Luisi am 18. Oktober 2009 als Orchester des Jahres mit dem ECHO Klassik ausgezeichnet. Diesen Preis gaben sie jedoch am 20. April 2018 an den Veranstalter zurück.
Während der Aussetzung der Proben aufgrund der Corona-Regeln kam es zu einem öffentlich ausgetragenen Streit zwischen dem Chefdirigenten Christian Thielemann und dem Intendanten der Semperoper Peter Theiler.
2022 spendete die Sächsische Staatskapelle Dresden das Preisgeld von 50.000 Euro aus dem ihm verliehenen Herbert-von-Karajan-Preis an das Dresdener Projekt Musaik – Grenzenlos musizieren.

### Capell-Compositeur
In Fortführung ihrer fruchtbaren Zusammenarbeit mit namhaften Komponisten wie Johann Adolf Hasse, Carl Maria von Weber, Richard Wagner oder Richard Strauss vergibt die Sächsische Staatskapelle seit 2007 für eine Spielzeit den Titel „Capell-Compositeur“ bzw. „Capell-Compositrice“. Diese Residenz beinhaltet diverse Werkaufführungen (teilweise Kompositionsaufträge und Uraufführungen), Komponistengespräche und ein umfangreiches Porträtkonzert.
Capell-Compositeure der Sächsischen Staatskapelle
- 2007/2008: Isabel Mundry
- 2008/2009: Bernhard Lang
- 2009/2010: Rebecca Saunders
- 2010/2011: Johannes Maria Staud
- 2011/2012: Lera Auerbach
- 2012/2013: Hans Werner Henze
- 2013/2014: Wolfgang Rihm
- 2014/2015: Sofia Gubaidulina
- 2015/2016: György Kurtág
- 2016/2017: Sofia Gubaidulina
- 2017/2018: Arvo Pärt
- 2018/2019: Peter Eötvös
- 2019/2020: Aribert Reimann
- 2020/2021: Giuseppe Sinopoli posthum
- 2021/2022: Matthias Pintscher
- 2022/2023: Olga Neuwirth
- 2023/2024: Georg Friedrich Haas

### Salzburger Osterfestspiele
Auf die Berliner Philharmoniker folgte als Residenzorchester der Salzburger Osterfestspiele von 2013 bis 2022 die Sächsische Staatskapelle Dresden, mit ihrem Chefdirigenten als Künstlerischem Leiter. Alljährlich standen in Salzburg eine Opernproduktion und mehrere Orchesterkonzerte auf dem Programm.

### Tourneen
Konzerttourneen führten die Sächsische Staatskapelle bislang in verschiedene deutsche Städte, nach Japan, in die Schweiz, die Niederlande, Österreich, Großbritannien, Spanien, in die USA, Griechenland, Ungarn, Frankreich, Abu Dhabi und Hongkong sowie zu den Festivals in Luzern, Edinburgh, London Proms, Salzburg, Prag, Bukarest und auf die Kanarischen Inseln.

### Kammermusik
Neben der eigentlichen Orchestertätigkeit wird von Orchestermitgliedern auch die Kammermusik der Sächsischen Staatskapelle gepflegt, die auf den 1854 gegründeten Tonkünstler-Verein zurückgeht. Die Kammermusik veranstaltet pro Saison 8 Kammerabende und 4 Aufführungsabende (kleines Orchester vor dem Schmuckvorhang) in der Semperoper. Hierbei erhalten sämtliche Musiker (auch der Dirigent) lediglich ein Frackgeld in Höhe von 10 €.

### Kapelle für Kids
Seit 2004 gestalten die Mitglieder der Staatskapelle pro Saison mehrere Musikvermittlungsprogramme auf der Bühne der Semperoper und auf der Studiobühne Semper Zwei. Dabei führen die Puppen Alma und Emil durch das Programm und erklären unterschiedliche Musikepochen, -stile oder Instrumente.

### Ohne Frack auf Tour
Seit 2016 spielen mehrere Kammerensembles der Staatskapelle an einem Abend in unterschiedlichen Kneipen der Dresdner Neustadt Musik diverser Genres. 2018 wurde dieses Format erstmals auch im Rahmen der Osterfestspiele Salzburg in der Linzer Gasse in Salzburg veranstaltet.

## Persönlichkeiten

### Bekannte Kapellmeister und Dirigenten
Die wichtigsten Kapellmeister und Dirigenten im Laufe der Geschichte der Kapelle:
- Johann Walter (1548–1554)
- Mattheus Le Maistre (1555–1568)
- Antonio Scandello (1568–1580)
- Giovanni Battista Pinello di Ghirardi (1580–1584)
- Rogier Michael (1587–1619)
- Heinrich Schütz („Henricus Sagittarius“) (1615–1672, Hofkapellmeister)
- Vincenzo Albrici (1654–1680)
- Giovanni Andrea Bontempi (1656–1680)
- Carlo Pallavicino (1666–1688)
- Marco Giuseppe Peranda (1663–1675)
- Nicolaus Adam Strungk (1688–1700, Hofkapellmeister)
- Johann Christoph Schmidt (1697–1728, Hofkapellmeister)
- Antonio Lotti (1717–1719)
- Johann David Heinichen (1717–1729)
- Jan Dismas Zelenka (Vertreter Heinichens, erfolglos als Hofkapellmeister beworben)
- Giovanni Alberto Ristori (1725–1733 Vertreter Heinichens, erfolglos als Hofkapellmeister beworben, ab 1750 Vizekapellmeister unter Hasse)
- Johann Adolph Hasse (1733–1763, Hofkapellmeister)
- Johann Gottlieb Naumann (1776–1801, Hofkapellmeister)
- Ferdinando Paër (1802–1806, Hofkapellmeister)
- Francesco Morlacchi (1810–1841, Hofkapellmeister)
- Carl Maria von Weber (1816–1826, Hofkapellmeister)
- Carl Gottlieb Reißiger (1826–1859, Hofkapellmeister)
- Richard Wagner (1843–1848, Hofkapellmeister)
- Karl August Krebs (1850–1880)
- Julius Rietz (1860–1877, Hofkapellmeister)
- Franz Wüllner (1877–1882, Hofkapellmeister)
- Ernst von Schuch (1872–1914, Hofkapellmeister, ab 1889 GMD)
- Adolf Hagen (1883–1913, Hofkapellmeister)
- Hermann Kutzschbach (1898–1936)
- Kurt Striegler (1886–1958)
- Karl Pembaur (Kapellmeister 1913–1939)
- Fritz Reiner (1914–1921)
- Fritz Busch (1922–1933, Operndirektor und GMD)
- Karl Böhm (1934–1942)
- Karl Elmendorff (1943–1944)
- Joseph Keilberth (1945–1950)
- Rudolf Kempe (1950–1953)
- Franz Konwitschny (1953–1955)
- Lovro von Matačić (1956–1958)
- Otmar Suitner (1960–1964)
- Kurt Sanderling (1964–1967)
- Martin Turnovský (1967–1968)
- Herbert Blomstedt (1975–1985)
- Hans Vonk (1985–1990)
- Giuseppe Sinopoli (1992–2001)
- Bernard Haitink (2002–2004)
- Fabio Luisi (2007–2012)
- Christian Thielemann (2012–2024)[16]
- seit 1. August 2024: Daniele Gatti

Ehrendirigenten
- ab 1991: Sir Colin Davis (1927–2013)
- ab 2016: Herbert Blomstedt[17]
- ab 2024: Christian Thielemann[18]

In neuerer Zeit wurde das Orchester auch von Carlos Kleiber, Georges Prêtre, Sir John Eliot Gardiner, Herbert von Karajan, Myung-Whun Chung, Kent Nagano, Charles Dutoit, Daniel Harding, Nikolaus Harnoncourt, Sylvain Cambreling und Michail Pletnjow dirigiert.

### Bekannte Solisten und Instrumentalisten
Mitglieder der sächsischen Staatskapelle, die teilweise auch solistisch auftreten, waren:
Geiger
- Carlo Farina (1626–1629, Konzertmeister)
- Johann Jakob Walther (1674–1680, Konzertmeister)
- Johann Paul von Westhoff (1674–1697)
- Jean-Baptiste Volumier (Woulmyer) (ab 1709)
- Johann Georg Pisendel (1712–1755, Konzertmeister)
- Francesco Maria Veracini (1717–1722, Konzertmeister)
- Karol Lipiński (1840–1861, Konzertmeister)
- François Schubert (1861–1878, Konzertmeister)
- Johann Christoph Lauterbach (1832–1918) (Konzertmeister)
- Theo Bauer (1898–1939)
- Henri Petri (1856–1914, Konzertmeister)
- Max Strub (1922–1925, Konzertmeister)

Gambist
- Carl Friedrich Abel (1748–1757)

Cellist
- Justus Johann Friedrich Dotzauer (1811–1850)
- Friedrich August Kummer (ab 1817)
- Friedrich Grützmacher (1860–1902)
- Rudolf Josef Kratina (1925–1938)
- Karl Hesse (bis 1945)
- Peter Bruns
- Jan Vogler (Konzertmeister 1984–1997)
- Isang David Enders (Konzertmeister)

Kontrabassist
- Constantin Christian Dedekind (1666–1675, Konzertmeister)
- Jan Dismas Zelenka (1719–1745)

Lautenist
- Silvius Leopold Weiss (1718–1750)

Pantaleonist
- Pantaleon Hebenstreit (1714–1733)

Flötist
- Pierre-Gabriel Buffardin (1714–1749)
- Johann Joachim Quantz (1728–1741)
- Anton Bernhard Fürstenau (1819–1852)
- Moritz Fürstenau (1845–1889)
- Eckart Haupt

Oboist
- François le Riche
- Johann Christian Richter

Klarinettist
- Johann Gottlieb Kotte (um 1817)

Hornist
- Anton Joseph Hampel (ab 1750)
- Josef Rudolf Lewy (1837–1851)
- Peter Damm (1969–2002)
- Zoltán Mácsai (seit 2016)

Trompeter
- Helmut Fuchs (seit 2016)

Posaunist
- Antonio Scandello (1549–1580)
- Cerbonio Besozzi (ab 1549)
- Alois Bambula (1934–1982)
- Werner Beyer (1952–1985)
- Stefan Fritzen (1973–1980)

Tubist
- Heinz Forker (1934–1967)

Paukist
- Heinrich Knauer (1879–1947)

### Komponisten und Werke
Der Staatskapelle wurden verschiedene Werke gewidmet, andere wurden von ihr uraufgeführt. Dazu zählen Werke von Vivaldi über Wagner, Schumann, Liszt, Strauss, Hindemith, Weill, Blacher u. a. bis zu neueren Kompositionen von Geißler, Kochan, Zimmermann, Matthus, Rihm, Kantscheli und Ruzicka.
Besonders Richard Strauss war dem Klangkörper, der heute international oft noch als „Strauss-Orchester“ betrachtet wird, über 60 Jahre als Komponist, Dirigent und Freund verbunden, insbesondere seinem „Leibdirigenten“ Schuch, der ihn beförderte; neun seiner Opern wurden in Dresden uraufgeführt (darunter Salome, Elektra und Der Rosenkavalier). Die Alpensinfonie widmete er der Dresdner Kapelle.

## Aufnahmen
Die Diskographie des Orchesters weist seit Anfang der 1920er Jahre eine Vielzahl von Aufnahmen des sinfonischen und des Opernrepertoires mit renommierten Dirigenten aus. Im Studio der Lukaskirche in Dresden entstanden zahlreiche Aufnahmen für das DDR-Label Eterna, auch heute wird die Kirche für Aufnahmen der Staatskapelle genutzt. Mit dem Preis ECHO Klassik wurde 2007 eine Edition von Hänssler gewürdigt, die archivierte Opern- und Konzertmitschnitte aus frühen Schallplattenzeiten bis heute dem Publikum wieder zugänglich machte. Daneben war und ist die Staatskapelle weiterhin Vertragspartner großer Plattenlabel.
2004 gründeten der Orchestervorstand der Sächsischen Staatskapelle Dresden gemeinsam mit MDR KULTUR und dem Deutschen Rundfunkarchiv DRA die von Steffen Lieberwirth kuratierten Dokumentationsreihen Edition Staatskapelle Dresden und die Semperoper-Edition.